# Peter Wang Kei Lei
Peter Wang Kei Lei (in cinese: 李宏基主教; Canton, 29 marzo 1922 – Hong Kong, 23 luglio 1974) è stato un vescovo cattolico cinese.

## Biografia

### Breve vita
Peter Wang Kei Lei nacque in una devota famiglia cattolica a Nam Hoi, sobborgo della città sub-provinciale Canton il 29 marzo 1922. Poco tempo prima di essere stato nominato vescovo, nel 1971, i rapporti tra Cina e Vaticano divennero difficili, quasi impossibili: gli scambi vennero interrotti con l'espulsione, avvenuta il 5 settembre 1951, del nunzio apostolico Antonio Riberi, futuro cardinale, quando la Santa Sede fu uno dei venticinque paesi che riconobbe la dichiarazione d'indipendenza dell'isola di Taiwan, fino ad allora parte della Cina.
Inoltre il 2 agosto 1957, il governo comunista creò l'Associazione Patriottica Cattolica Cinese, un'organizzazione controllata dal regime che mirava al controllo della Chiesa cattolica. Questa costrinse tutti i cattolici del Paese ad iscriversi: chi si fosse rifiutato sarebbe stato deportato nei campi di lavoro. Cominciarono così le nomine e le ordinazioni illegali dei vescovi da parte dell'associazione. La Chiesa cattolica entrò quindi in clandestinità e cominciò ad essere definita "clandestina".
Morì a causa di un infarto il 23 luglio 1974 a Hong Kong, dopo essere stato presbitero per 22 anni e vescovo per 3 anni, e venne sepolto nella cripta della cattedrale dell'Immacolata Concezione.

### Formazione, ministero sacerdotale ed episcopato
Dopo aver compiuto gli studi primari nella città natale, Kei Lei decise di seguire la sua vocazione sacerdotale, così nel 1947, all'età di venticinque anni, si iscrisse al Seminario della Cina meridionale di Hong Kong per compiere gli studi ecclesiastici. Vi si laureò dopo cinque anni di studi, nel 1952. Il 6 luglio dello stesso anno, fu ordinato presbitero.
L'8 settembre 1971 fu consacrato vescovo dal vescovo Francis Xavier Hsu Chen-Ping, dopo essere stato nominato vescovo ausiliare di Hong Kong, titolare di Ottaba. Co-consacranti furono l'arcivescovo di Taipei Stanislaus Lokuang e il vescovo di Macao Paulo José Tavares.
Il 21 dicembre 1973 fu nominato vescovo di Hong Kong da papa Paolo VI.

## Genealogia episcopale
La genealogia episcopale è:
- Cardinale Scipione Rebiba
- Cardinale Giulio Antonio Santori
- Cardinale Girolamo Bernerio, O.P.
- Arcivescovo Galeazzo Sanvitale
- Cardinale Ludovico Ludovisi
- Cardinale Luigi Caetani
- Cardinale Ulderico Carpegna
- Cardinale Paluzzo Paluzzi Altieri degli Albertoni
- Papa Benedetto XIII
- Papa Benedetto XIV
- Papa Clemente XIII
- Cardinale Marcantonio Colonna
- Cardinale Giacinto Sigismondo Gerdil, B.
- Cardinale Giulio Maria della Somaglia
- Cardinale Carlo Odescalchi, S.I.
- Cardinale Costantino Patrizi Naro
- Cardinale Lucido Maria Parocchi
- Cardinale Pietro Respighi
- Cardinale Pietro La Fontaine
- Cardinale Celso Benigno Luigi Costantini
- Vescovo Enrico Valtorta
- Vescovo Lorenzo Bianchi, P.I.M.E.
- Vescovo Francis Xavier Hsu Chen-Ping
- Vescovo Peter Wang Kei Lei